# Rajd Tysiąca Jezior 1965

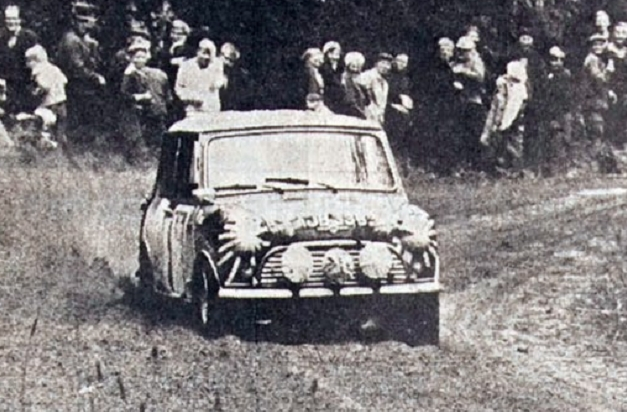
Timo Mäkinen podczas wygranego 15. Jyväskylän Suurajot - Rally of 1000 Lakes

Rajd 1000 Jezior 1965 (15. Jyväskylän Suurajot - Rally of the 1000 Lakes) – 15. edycja rajdu samochodowego Rajdu 1000 Jezior rozgrywanego w Finlandii. Rozgrywany był od 20 do 22 sierpnia 1965 roku. Była to jedenasta runda Rajdowych Mistrzostw Europy w roku 1965.

## Klasyfikacja rajdu
| Miejsce                      | Kierowca                     | Pilot                        | Samochód                     | Czas                         | Strata                       |                              |
| Klasyfikacja generalna i ERC | Klasyfikacja generalna i ERC | Klasyfikacja generalna i ERC | Klasyfikacja generalna i ERC | Klasyfikacja generalna i ERC | Klasyfikacja generalna i ERC | Klasyfikacja generalna i ERC |
| ---------------------------- | ---------------------------- | ---------------------------- | ---------------------------- | ---------------------------- | ---------------------------- | ---------------------------- |
| 1.                           | Timo Mäkinen                 | Pekka Keskitalo              | Austin Mini Cooper S         | 2:10:02.8                    | 0.0                          |                              |
| 2.                           | Rauno Aaltonen               | Anssi Järvi                  | Austin Mini Cooper S         | 2:12:36.3                    | +2:33.5                      |                              |
| 3.                           | Pauli Toivonen               | Kalevi Leivo                 | Volkswagen 1500 S            | 2:16:38.9                    | +6:36.1                      |                              |
| 4.                           | Simo Lampinen                | Jyrki Ahava                  | Saab 96                      | 2:17:00.1                    | +6:57.3                      |                              |
| 5.                           | Jorma Lusenius               | Seppo Koskinen               | Austin Cooper S              | 2:17:19.9                    | +7:17.1                      |                              |
| 6.                           | Paddy Hopkirk                | Kauko Ruutsalo               | Morris Mini Cooper S         | 2:17:21.0                    | +7:18.2                      |                              |
| 7.                           | Berndt Jansson               | Erik Pettersson              | Renault 8 Gordini            | 2:20:59.6                    | +10:56.8                     |                              |
| 8.                           | Esko Keinänen                | Klaus Sohlberg               | Ford Cortina GT              | 2:21:30.6                    | +11:27.8                     |                              |
| 9.                           | Keijo Tuominen               | Jan-Ulf Ingman               | Volvo 544                    | 2:21:43.5                    | +11:40.7                     |                              |
| 10.                          | Klaus Bremer                 | Raimo Hartto                 | Austin Cooper                | 2:21:46.0                    | +11:43.2                     |                              |